# Liste der Biografien/Belg
Liste der Biografien |
Portal Biografien |
Personensuche
# |
A |
B |
C |
D |
E |
F |
G |
H |
I |
J |
K |
L |
M |
N |
O |
P |
Q |
R |
S |
T |
U |
V |
W |
X |
Y |
Z |
?
 
Ba |
Be |
Bd |
Bg |
Bh |
Bi |
Bj |
Bl |
Bm |
Bn |
Bo |
Br |
Bs |
Bu |
Bw |
By |
Bz
 
Bea–Beb |
Bec |
Bed |
Bee |
Bef |
Beg |
Beh |
Bei |
Bej |
Bek |
Bel |
Bem |
Ben |
Beo |
Bep |
Beq |
Ber |
Bes |
Bet |
Beu |
Bev |
Bew |
Bex |
Bey |
Bez
 
Bela |
Belb |
Belc |
Beld |
Bele |
Belf |
Belg |
Belh |
Beli |
Belj |
Belk |
Bell |
Belm |
Beln |
Belo |
Belp |
Belq |
Belr |
Bels |
Belt |
Belu |
Belv |
Belw |
Bely |
Belz
Die Liste der Biografien führt alle Personen auf, die in der deutschsprachigen Wikipedia einen Artikel haben. Dieses ist eine Teilliste mit 30 Einträgen von Personen, deren Namen mit den Buchstaben „Belg“ beginnt.

## Belg

### Belga
- Belgacem, Ouissem (* 1988), französisch-tunesischer Fußballspieler und LGBT-Aktivist
- Belgardt, Arnold Arturowitsch (1937–2015), sowjetischer Radrennfahrer
- Belgasem, Ahmed (* 1987), libyscher Straßenradrennfahrer

### Belge
- Belge, Burhan (1899–1967), türkischer Politiker
- Belge, Murat (* 1943), türkischer Publizist und Verleger
- Belger, Alwin (1891–1945), deutscher Lehrer
- Belger, Courtney (* 1989), US-amerikanischer Basketballspieler
- Belger, Fritz (1914–1983), deutscher Fußballspieler
- Belger, Herold (1934–2015), kasachischer Schriftsteller und Übersetzer
- Belger, Jürgen (* 1939), deutscher Fußballspieler
- Belger, Mark (* 1954), US-amerikanischer Mittelstreckenläufer
- Belger, Peter (* 1955), deutscher Mittel- und Langstreckenläufer
- Belgeri, Vicente (* 1997), chilenischer Leichtathlet

### Belgh
- Belghith, Taoufik (* 1948), tunesischer Fußballspieler

### Belgi
- Belgian Stallion, The (* 1982), deutscher Musiker
- Belgin, Tayfun (* 1956), deutscher Kunsthistoriker
- Belgiojoso, Cristina Trivulzio (1808–1871), italienische Freiheitskämpferin und Historikerin
- Belgius, keltischer Stammesführer

### Belgr
- Belgradî Raşid Pascha, osmanischer Chronist und Finanzbeamter
- Belgrado, Carlo (1809–1866), italienischer Bischof und Lateinischer Patriarch von Antiochia
- Belgrand de Vaubois, Claude-Henri (1748–1839), französischer Divisionsgeneral
- Belgrand, Eugène (1810–1878), französischer Bauingenieur
- Belgrano Rawson, Eduardo (* 1943), argentinischer Schriftsteller
- Belgrano, Manuel (1770–1820), argentinischer Anwalt, Politiker und GeneralManuel Belgrano (1770–1820)

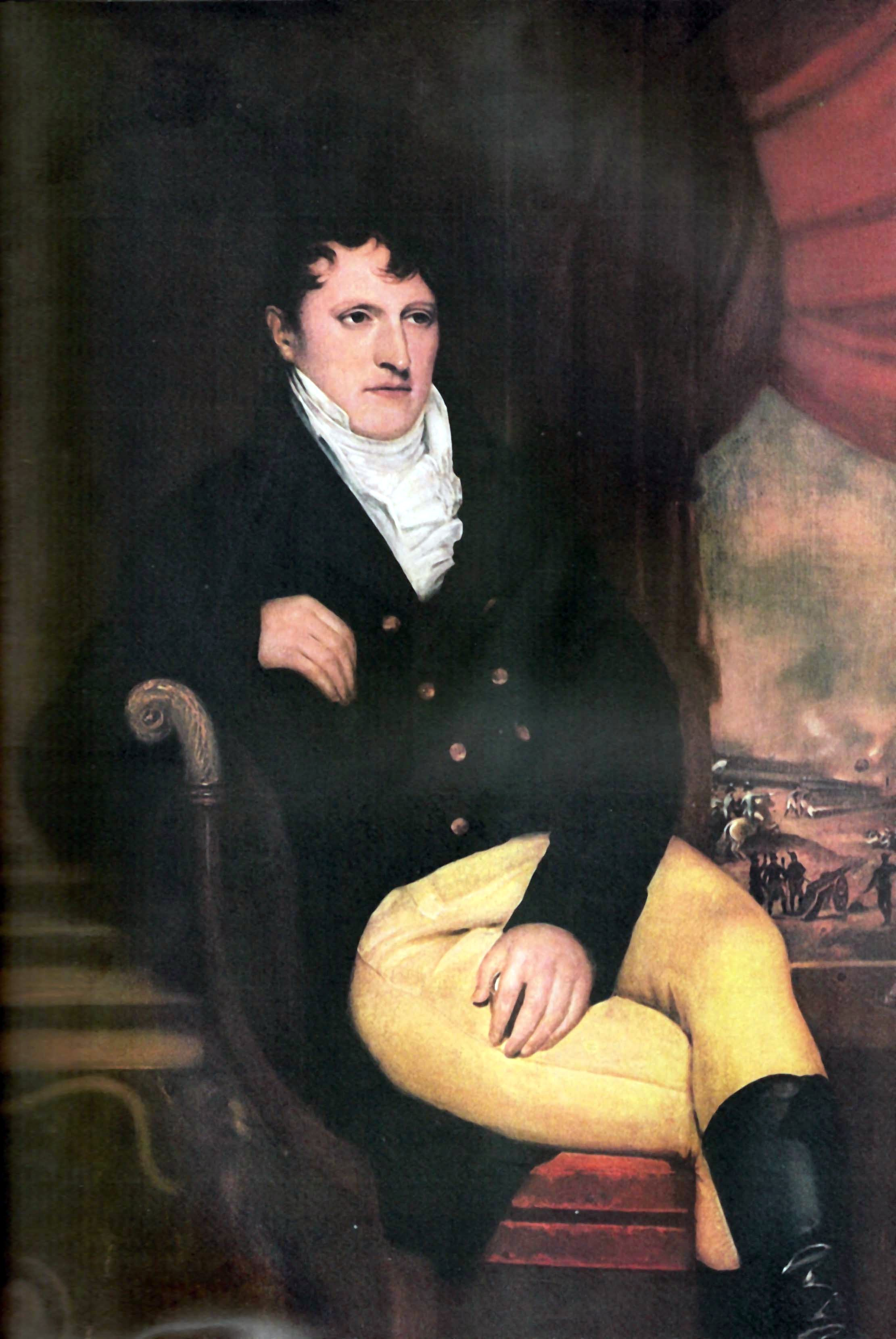
Manuel Belgrano (1770–1820)

- Belgrave, Elliot (* 1931), barbadischer Richter und Politiker
- Belgrave, Marcus (1936–2015), US-amerikanischer Jazztrompeter
- Belgraver, Julie (* 2002), französisch-niederländische Tennisspielerin
- Belgrove, David (* 1962), britischer Diplomat

### Belgy
- Belgy, Julien (* 1983), französischer Radrennfahrer
- Belgyan, Sanda (* 1992), rumänische Leichtathletin